# Deixuplinant

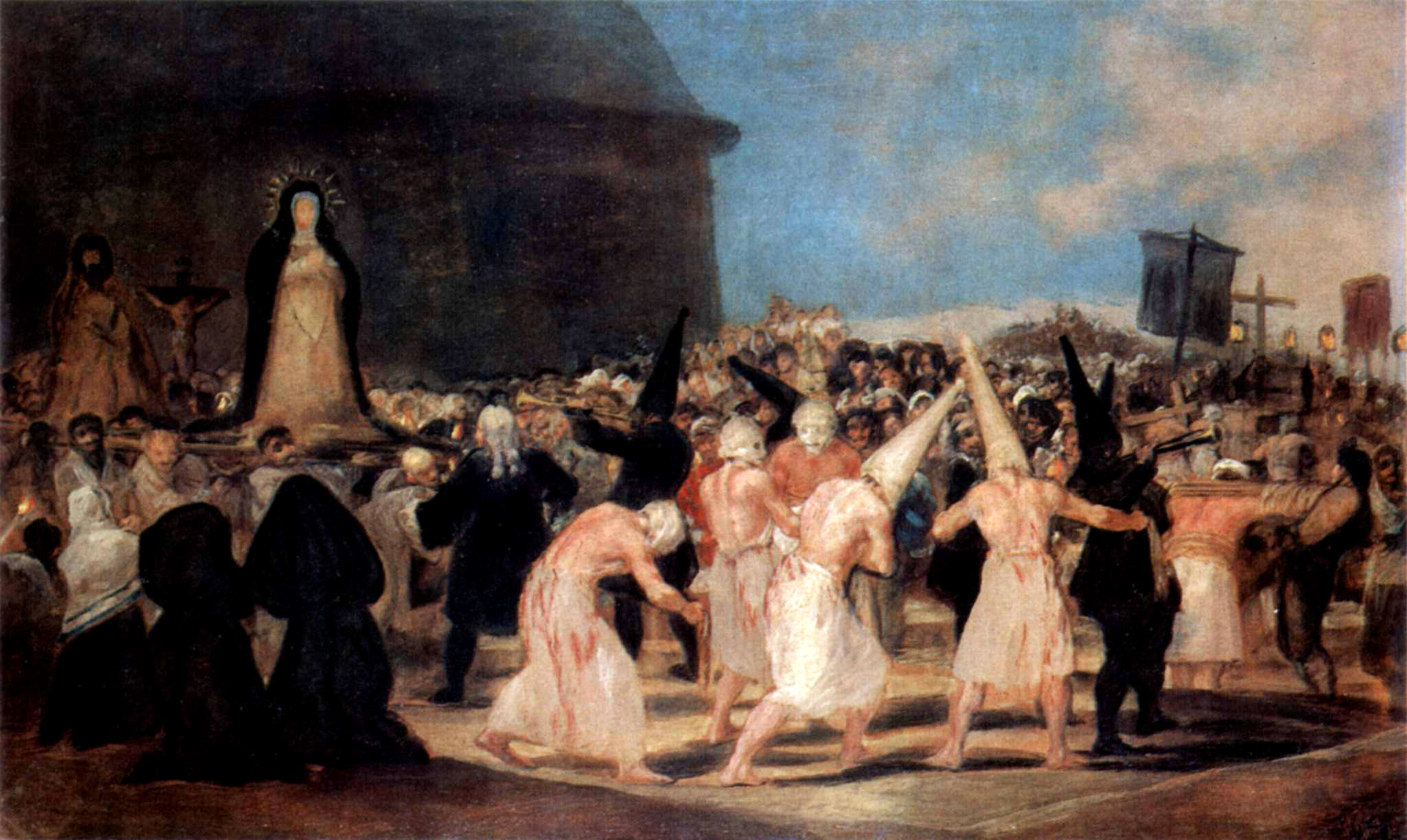
Processó de deixuplinants, de Francisco de Goya.

Un deixuplinant és la persona que es flagel·la públicament com a forma de penitència dins de la religió cristiana. És una tradició minoritària des del segle XV i es realitza en processons, per part d'un grup de persones com a acte de fe i de forma voluntària. Aquests actes de càstig corporal públic es realitza amb flagells, si bé per a les penitències en privat realitzades regularment es realitzen amb deixuplines.

## Història

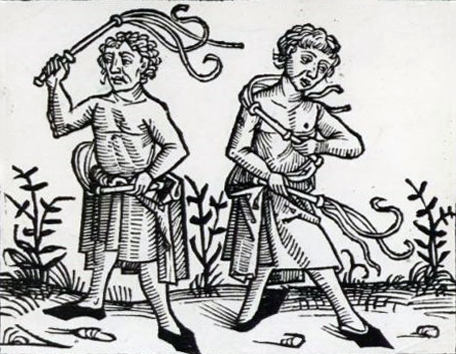
Deixuplinants o flagel·lants en un gravat del segle XV

La fervorosa activitat de Bernat de Claravall i Francesc d'Assís als segles xii i xiii, juntament amb el retorn dels croats des de Terra Santa, van impulsar la devoció per la Passió de Crist, especialment per les cinc nafres.

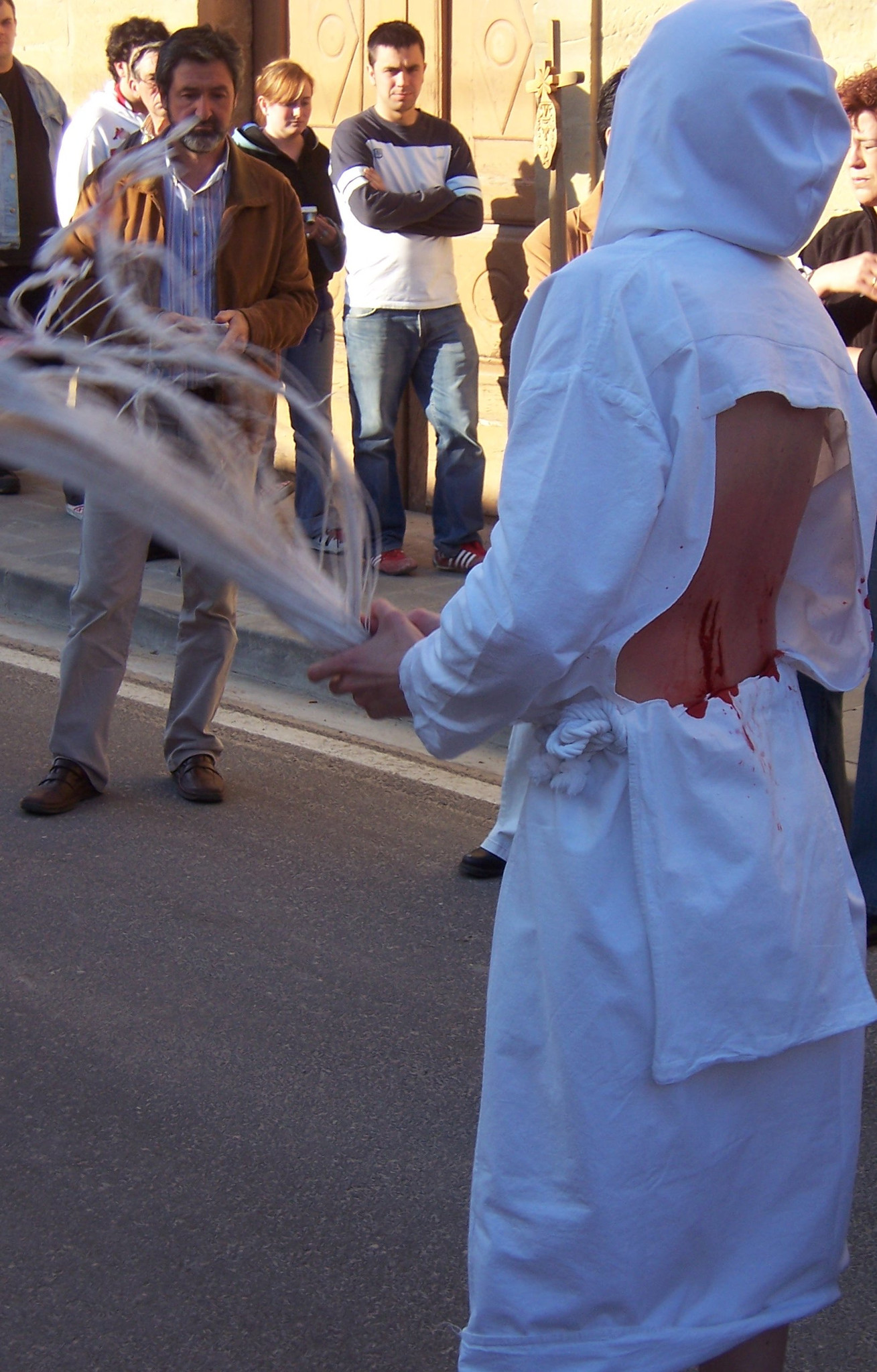
Deixuplinant de San Vicente de la Sonsierra donant-se cops

Per aquesta devoció per la passió dels Ordes mendicants, els franciscans van començar a donar culte a la Sang de Crist, no sent aquest compartit pels dominics i van crear una polèmica doctrinal, sobre la divinitat o no de la sang de Crist vessada a la passió, un cop separada del seu cos. Aquesta polèmica va finalitzar el 1464 mitjançant la intervenció del Papa Pius II.
El segle XV es va caracteritzar pel misticisme popular que volia imitar Crist, popularitzant el culte de Les set últimes paraules de Crist i els elements relacionats amb la creu, com els claus i la corona d'espines. Aquest fervor creixent per la passió, va fer que es comencessin a fundar les primeres confraria de deixuplinants a Espanya habitualment sota els nom de Confraria de la Sang de Jesucrist o Confraria de la Vera Creu, tenint com a missió la flagel·lació pública. La constitució formal d'aquestes confraries va començar a produir-se a partir del segle xvi.
Aquestes confraries van tenir un gran èxit i habitualment explicaven amb molts membres, encara que no tots ells es disciplinaven (o flagel·laven). De fet, les regles corporatives (formalment aprovades pels corresponents bisbes) solien distingir entre germans de sang (els flagel·lants) que pagaven una quota d'entrada reduïda en funció del servei que anaven a prestar a la germanor, i germans de llum (els portadors de cera) que havien de pagar íntegrament la seva quota d'entrada.
Les flagel·lacions dels deixuplinants solien realitzar-se principalment el Dijous Sant i Divendres Sant, en commemoració de la passió i per tal de redimir els seus pecats.
Diversos van ser els intents de prohibir aquestes pràctiques per part d'Enric IV el 1473, Carles V el 1552 i Carles III el 1777 que entre les reformes de l'absolutisme il·lustrat va prohibir la flagel·lació pública. Alguns dels llocs on encara es continuava amb aquesta tradició, van seguir realitzant-la de forma clandestina.
San Vicente de la Sonsierra a La Rioja és l'únic lloc d'Espanya on segueixen deixuplinant tant en Setmana Santa com en les seves festes de maig i setembre.